# Sebastian Finsterwalder

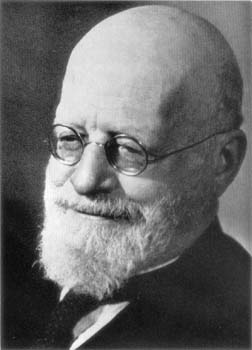
Sebastian Finsterwalder

Sebastian Finsterwalder (* 4. Oktober 1862 in Rosenheim; † 4. Dezember 1951 in München) war ein bayerischer Mathematiker und Geodät.
Finsterwalder war vierzig Jahre lang, von 1891 bis 1931, Ordinarius der Technischen Hochschule München.
Als Bergsteiger begann er, sich – vermutlich durch unterwegs bemerkte alpine Versteinerungen – für Geologie und den Aufbau der Alpen zu interessieren. Der Wunsch nach genauen, doch auch weniger aufwändigen Bewegungsmessungen an Gletschern führte ihn zu glaziologischen Anwendungen der Photogrammetrie und in die Höhere Geodäsie. Finsterwalder führte 1892 die erste vollständige Aufnahme der bayerischen Gletscher im Wettersteingebirge und den Berchtesgadener Alpen durch. Zu seinen ersten Arbeiten auf diesem Gebiet gehört die von ihm gezeichnete photogrammetische Konstruktion mit dem Maßstab 1:10.000, die den Vernagtferner im Ötztal im Jahr 1889 darstellt.
Finsterwalder entwickelte als einer der Ersten ein Verfahren zur Rekonstruktion räumlicher Objekte aus fotografischen Messbildern, zugleich war er aber auch ein Pionier bei geodätischen Vermessungen im Hochgebirge, insbesondere durch seine Luftbildaufnahmen vom Ballon aus. Im Jahr 1899 baute Sebastian Finsterwalder zusammen mit den Ingenieur und Privatgelehrten Konrad von Bassus einen Photogrammetrischen Apparat für die Luftschifffahrt, der es erlaubte, mittels einer eingespiegelten Dosenlibelle den Winkel der Aufnahme vom Ballon aus zu bestimmen. Mitphotographierte Lotleinen ließen dabei später Rückschlüsse auf den Standort des Ballons während der Aufnahme zu. Zu Beginn des Ersten Weltkriegs konstruierte Finsterwalder, wie vor ihm schon Theodor Scheimpflug in Österreich, ein Entzerrungsgerät, einen sogenannten „Grundbildrichter“, mit dessen Hilfe aus Luftbildern genaue Stellungskarten gefertigt werden konnten. Außerdem führte die Bayerische Kommission für Internationale Erdmessung unter seiner Leitung in großen Teilen von Bayern genaue Schweremessungen mit Relativ-Gravimetern durch.
Finsterwalder war 1924 einer der Initiatoren zur Gründung einer akademischen Fliegergruppe an der Technischen Hochschule, die bis heute als Akaflieg München besteht und unter studentischer Leitung Flugzeuge konstruiert und baut.
Zu seinen Ehren wurde ein Rosenheimer Gymnasium, das Sebastian-Finsterwalder-Gymnasium, nach ihm benannt. 1915 war er Präsident der Deutschen Mathematiker-Vereinigung. 1942 wurde Finsterwalder mit der Goethe-Medaille für Kunst und Wissenschaft und 1943 mit der Helmert-Gedenkmünze des Deutschen Vereins für Vermessungswesen ausgezeichnet. Seit 1946 war er korrespondierendes Mitglied der Bayerischen Akademie der Wissenschaften.
Im selben Fachbereich wirkten auch seine zwei Söhne
- Richard Finsterwalder (1899–1963) – als Prof. in Hannover und an der TH München
- Ulrich Finsterwalder (1897–1988) – als Bauingenieur.

Gemeinsam mit seinem Sohn Richard ist er Namensgeber für den antarktischen Finsterwalder-Gletscher.
Der 1938 von K. Reinmuth entdeckte Planetoid Nr. 1482 (1938 DA1) trägt den offiziellen Namen Sebastiana.